# Tarui-juku

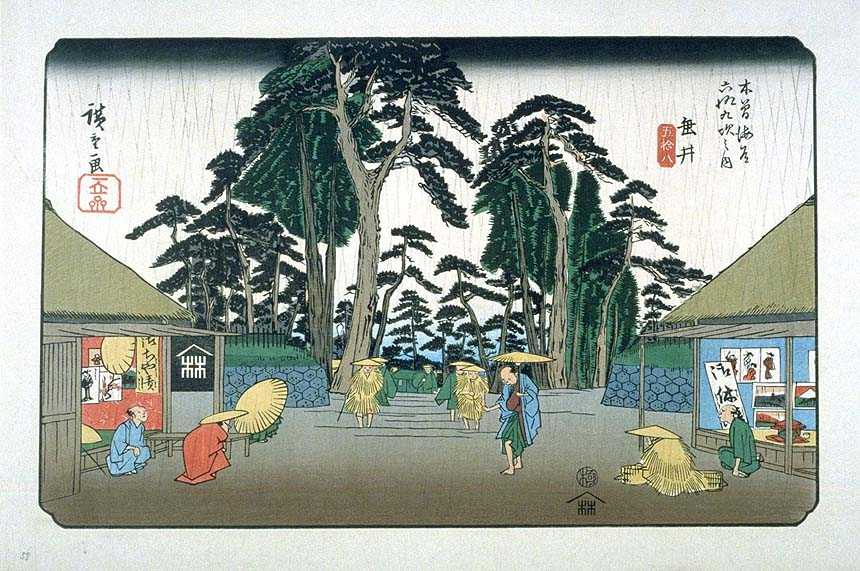
Tarui-juku, estampe de Hiroshige de la série Les Soixante-neuf Stations du Kiso Kaidō.

Tarui-juku (垂井宿, Tarui-juku) était la cinquante-septième des soixante-neuf stations du Nakasendō. Elle est située dans la ville moderne de Tarui, district de Fuwa, préfecture de Gifu au Japon.

## Histoire
Tarui-juku était divisée en trois parties : l'ouest, le centre et l'est. Le honjin se trouvait au centre. La station était un centre de transport majeur pour la province de Mino à l'ouest car elle était un point d'arrivée du Minoji qui reliait le Nakasendō avec le Tōkaidō à Miya-juku. Elle était par ailleurs installée sur les rives de la rivière Ai.
En 1843, la station comptait 1 179 résidents et 315 bâtiments dont un honjin, un honjin secondaire, et 27 hatago.

## Stations voisines
Nakasendō
Akasaka-juku – Tarui-juku – Sekigahara-juku
Minoji
Ōgaki-juku – Tarui-juku